# KTM

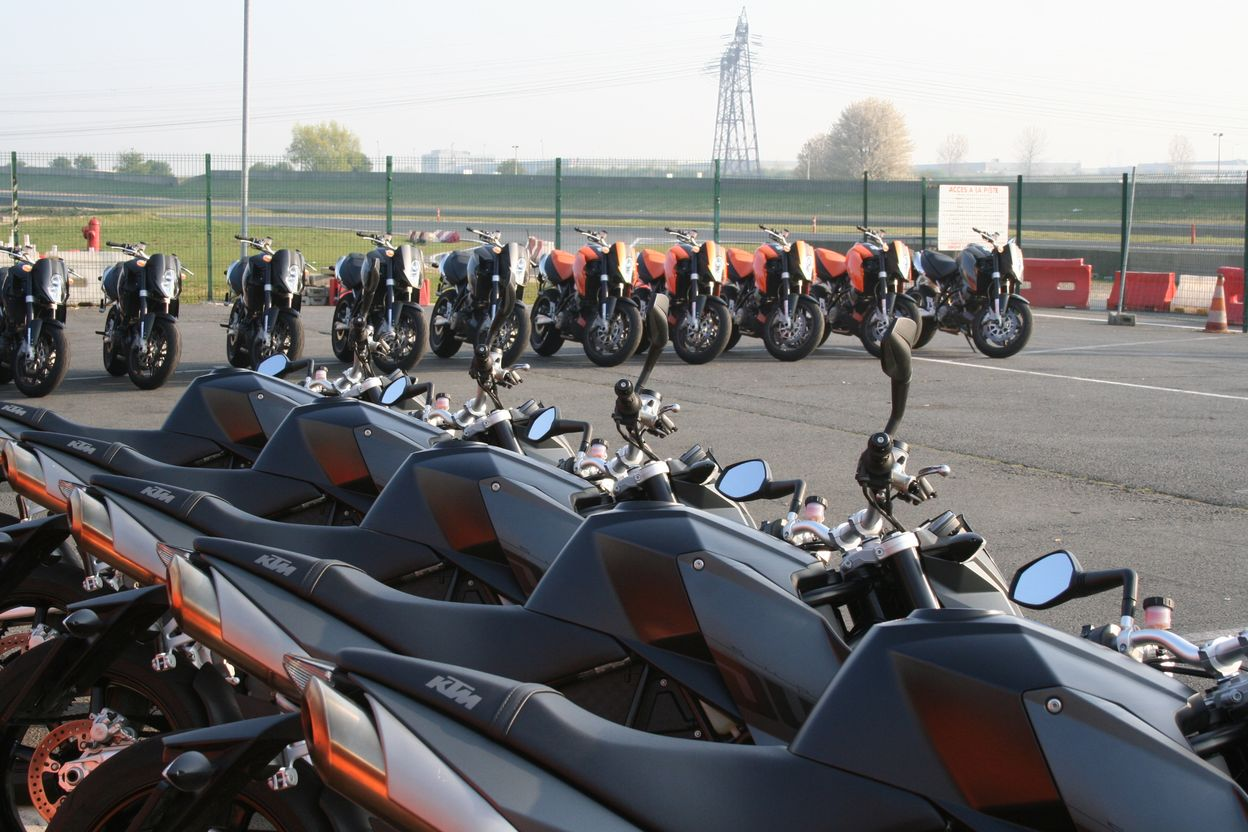
KTM Duke, Circuit Carole

KTM är ett österrikiskt motorcykelmärke som har fokuserat på tävlingsmotorcyklar motocross och enduro, men har på senare år även byggt alltmer gatuorienterade maskiner. KTM har även börjat tillverka en bil som heter X-BOW. Med KTM Duke var KTM först med att sälja en färdigbyggd supermotard för gatubruk.

## Historia
KTM stod från början för Kraftfahrzeuge Trunkenpolz Mattighofen. Detta ändrades sedermera till Kronreif und Trunkenpolz, Mattighofen sedan affärsmannen Ernst Kronreif köpt in sig i företaget. Hans Trunkenpolz = Efternamn på grundaren, Mattighofen är den österrikiska ort där allt började.

## Racing
KTM har tävlat i Dakarrallyt med flera totalsegrar genom åren. I supermotard, motocross och enduro tillhör man de ledande fabriker med flertal VM- och SM-tecken.

### Roadracing

#### 125GP
KTM har fabriksteam MotoGPs 125- och 250-klassen. I 125-klassen tog finländske Mika Kallio andraplatsen i VM både 2005 och 2006 för KTM.

#### 250GP
I 250 tog KTM sin första raceseger under 2006 med japanske Hiroshi Aoyama som pilot. Aoyama slutade 4:a i VM 2006 efter segrar på Istanbul Park, Turkiet och Twin Ring Motegi, Japan. Mika Kallio och Hiroshi Aoyama blir teamkamrater i KTM:s 250-team 2007.

#### Moto3
KTM deltar dels med ett  med kompeletta fabriksprototyper och som motorleverantör till flera team med chassin från Kalex. Säsong 2012 vann Sandro Cortese VM-guld i Moto3 för KTM:s fabriksteam.

## Modeller
- SX - motocrossmodeller med tvåtaktsmotorer och fyrtaktsmotorer
- EXC - enduromodeller med tvåtaktsmotorer och fyrtaktsmotorer
- SM - supermotardmodeller med fyrtaktsmotorer
- LC - allroundmaskiner med enduroliknande utseende (fyrtaktare).
- LC4 - En snällare modell av den encylindriga motorn som är anpassad för gatubruk, dvs längre serviceintervaller
- SXC - allroundmaskiner med enduroegenskaper sk. "grussmiskare". LC4 motor.
- Duke - gatumotard
- Super Duke - gatusporthoj med radikalt utseende och en V-motor på 999cc (LC8).
- Adventure - äventyrsmaskiner, typ Dakar-rallyt. Med Adventure 990 Efi (LC8) i topp som är en motorcykel man kan köra på allt från dåliga grusvägar och serpentinvägar till att köra fort på autobahn.
- RC8 - KTM:s första superbike med en V-motor på 1148cc.

## Dotterbolag
- 1995 köpte KTM svenska Husaberg
- WP Suspension fjädringskomponentföretag är helägt av KTM
- 2013 köpte KTM även Husqvarna Motorcycles.
- 2022 köpte KTM 25,1% av aktierna i det italienska motorcykelmärket MV Agusta.